# Julián Arcas
Julián Arcas, cuyo nombre completo era Julio Gabino Arcas Lacal, (María, Almería, 25 de octubre de 1832-Antequera, Málaga, 16 de febrero de 1882), fue un guitarrista y compositor tardorromántico español, probablemente el guitarrista más importante del país durante el último tercio del siglo XIX junto con su alumno Francisco Tárrega. Desde el año 2000 se celebra en Almería el Certamen Internacional de Guitarra Clásica Julián Arcas, patrocinado por Cajamar. Desde marzo de 2022, el Real Conservatorio Profesional de Música de Almería lleva su nombre.

## Vida
Nace el 25 de octubre de 1832 en la villa de María, Almería. Sus padres —Juan Pedro Arcas Arjona y Antonia Lacal París— eran del municipio de Vélez-Blanco. Su padre era guitarrista aficionado y desde muy pronto enseñó a tocar a Julián (y a sus hermanos Estanislao y Manuel, que alcanzaron cierta notoriedad), bajo las directrices del método de Dionisio Aguado.
Se traslada a Málaga continuando su formación con José Asencio (discípulo directo de Aguado) e interpretando recitales privados. Entabla profundas relaciones profesionales y amistosas que le harán regresar numerosas veces, y es presentado al guitarrista Antonio Trinidad Huerta cuando este visita la ciudad en el transcurso de una gira de conciertos. Con 16 años empieza a tocar en auditorios, realizando la primera de sus giras, debutando en Granada, Madrid y otras ciudades.
Ya consagrado concertista, a principios de la década de los cincuenta conoce en Sevilla al novel guitarrero de Almería Antonio de Torres, animándole a que se dedique profesionalmente a la construcción de guitarras tras tocar una de ellas. La amistad entre ambos se prolongó hasta el final de la vida de Arcas. Las colaboraciones del guitarrista ayudaron a la creación de un modelo de instrumento que se constituyó en pauta a seguir. Torres construyó en 1856, a petición de Arcas, una guitarra que posteriormente fue bautizada como "La Leona", y que fue utilizada por el guitarrista en muchas de sus giras. Arcas la consideraba como el mejor de los instrumentos que hubiera tocado jamás. No menor fue la valoración posterior de esta guitarra que hicieron Tárrega, Llobet, Pujol, Sainz de la Maza y otros.
También por esta época, emprende una intensa actividad concertística por distintas ciudades. En 1853, 1854 y 1855 realizó conciertos en Madrid, y fue seguramente en alguna de estas visitas cuando tocó, presentado posiblemente por los duques de Montpensier, en el Palacio Real ante Isabel II, quien le profesó una profunda admiración que favoreció su carrera y su prestigio profesional. También en 1855 acompaña a los duques de Montpensier en un viaje a bordo de un vapor por Italia, en la que parece ser su primera salida al extranjero, realizando conciertos en distintas ciudades —Génova, entre ellas—.
Entre 1857 y 1862 realizó conciertos en Palma de Mallorca, Valladolid, Logroño, Sevilla, Córdoba, Málaga, Murcia, Madrid y Barcelona (ciudad donde seguramente residía, con su familia), logrando elogios de crítica y público.
En 1862 tras un recital en Castellón de la Plana escucha al joven Francisco Tárrega. Arcas le anima a dedicarse plenamente a ser concertista y se ofrece incluso a darle clases particulares en Barcelona, hecho que no llegará a materializarse por la intensa actividad concertística de Arcas.
Al final del verano de 1862 Arcas viaja a Inglaterra, actuando en la residencia de Londres del duque de Wellington y en el palacio de los duques de Cambridge, en Brighton. Obtiene la admiración de la princesa María Adelaida de Cambridge, melómana que organiza fiestas privadas en su honor, y el elogio de la prensa británica.
De regreso a España, se vuelve a establecer en Barcelona desde donde reanuda sus conciertos. Entre 1864 y 1870 actúa en Barcelona, Tarrasa, Málaga, Granada, Murcia, Sevilla, Cádiz, Lisboa, Valencia, Murcia, Cartagena... El año 1865 se le nombra Maestro Honorario del Conservatorio de Madrid, y es investido Caballero de la Real Orden de Carlos III, galardón conseguido solamente por otro guitarrista, Trinidad Huerta.
En 1872, probablemente enfermo, retorna a Almería retirándose de la actividad concertística (aunque esporádicamente realiza algunos conciertos). Abre un establecimiento dedicado a la venta de petróleos, negocio que fracasa en 1876. Reemprende entonces sus giras concertísticas, tocando entre 1876 y 1881 en Granada, Jaén, Almería, Jerez de la Frontera, La Unión, Murcia, Manresa, Sabadell y Palma de Mallorca. El último concierto que se ha documentado lo realizó en 1881, en el Teatro Principal de Almería, junto a varios discípulos.
Después de años sin verse, se encuentra en Alicante con su antiguo alumno Francisco Tárrega (en 1879 o en 1881).
A finales de enero de 1882, en el transcurso de uno de sus viajes, cae enfermo en Antequera y se ve obligado a guardar cama en una casa de huéspedes. Fallece el 16 de febrero de 1882, siendo enterrado en el cementerio de esta localidad.

## Obra
Compuso un total de 52 obras, de las que (según los títulos que aporta el propio compositor) 44 son originales y 8 son arreglos. La mayor parte de sus composiciones fueron escritas para una sola guitarra, siendo algunas para dúo de guitarras. Se incluye en el catálogo de Julián Arcas la fantasía de su hermano Manuel "Ballo in Maschera".
Además de los 8 arreglos, entre sus originales encontramos 11 piezas basadas en obras de otros autores (en su gran mayoría zarzuelas y óperas italianas muy conocidas). Este grupo ejemplifica la importancia de las transcripciones de obras conocidas en el panorama concertístico del momento, y el furor que causaba la ópera en la sociedad.
Por otro lado, se agrupan una serie de obras del catálogo de Arcas como aquellas inspiradas en "temas regionales españoles", bien sea referido a formas folklóricas (punto de La Habana, boleras, jota, muñeira, murciana, fandango, malagueña, rondeña, peteneras, tema tirolés...) o directamente relacionado con el incipiente flamenco (soleá, polo, serranas...).
Un tercer grupo integrado por Mazurcas, Valses, Polonesas, Minuettos, polacas, preludios, variaciones... completa el catálogo del compositor.
La obra de Julián Arcas se publicó en tres ediciones, todas ellas en Barcelona. La primera de ellas la realizó en "La Ausetana". La siguiente la edita él mismo, y la firma como autor y propietario, con grabados de J. Budó. La última y más completa es la publicada por Hijos de Andrés Vidal y Roger entre 1891 y 1892, siendo una publicación póstuma: tras la muerte de Julián, su hermano Manuel heredó sus pertenencias, y fue la viuda de este último quien cedió la obra de ambos a dicha editorial. En esta edición aparecen todas las piezas de las ediciones anteriores a veces con el título cambiado.
Además de las obras publicadas en estas tres ediciones, conocemos algunas obras no editadas gracias a los manuscritos conservados por Francisco Tárrega, y editadas posteriormente en la edición de Soneto (1993).

### Obras editadas en vida de Arcas

#### En "La Ausetana"
1. Cuatro piezas para guitarra (1860)
  1. Bolero
  2. Vals, dedicado a D. Manuel Gimeno (posteriormente aparece con el nombre "Manuelito")
  3. Danza Americana (posteriormente aparece como "La cubana")
  4. Schotisch (posteriormente aparece como "El Madrileño")
2. La rondeña para guitarra sola (1860)
3. Dos piezas para guitarra (1861)
  1. Polaca fantástica
  2. Polka mazurca
4. Dos piezas y un estudio para guitarra (1861)
  1. Escena y aria final de “Lucia de Lammermour”
  2. Preludio de la ópera "Guillermo Tell"
  3. Motivo de la zarzuela "El Postillón de la Rioja"
5. Una pieza y un preludio para guitarra (1861)
  1. Fantasía sobre motivos heterogéneos
  2. Preludio (en Re)

#### Edición propia, grabados de J. Budó
1. Dos piezas y dos estudios (1860) 
  1. Motivo de la zarzuela Marina
  2. Motivo de la ópera el Barbero de Sevilla
  3. Dos Estudios.
2. El delirio. Fantasía para guitarra (1860)
3. Vísperas sicilianas. Melodía y bolero para guitarra (1860)

### Edición póstuma

#### Hijos de Andrés Vidal y Roger (1891-93)
Primera serie (1891)
1. El delirio, fantasía
2. Traviata, fantasía (sobre "La Traviata" de Verdi)
3. Variaciones sobre un tema de Sor
4. Barbero de Sevilla, motivo (sobre el "Barbero de Sevilla" de Rossini)
5. Marina, tango (sobre "Marina" de Arrieta) y dos estudios.
6. Bolero
7. Manuelito, vals
8. La cubana, danza
9. El Madrileño, schotisch
10. Rondeña
11. Mi segunda época, fantasía
12. Murcianas
13. Soleá
14. Vísperas sicilianas, melodía y bolero (sobre "Vísperas Sicilianas" de Verdi)
15. Polaca Fantástica
16. La saltarina, mazurka
17. Fantasía sobre motivos heterogéneos
18. Dos preludios 
  1. Preludio sobre la ópera Guillermo Tell (sobre "Guillermo Tell" de Rossini)
  2. Preludio en Re
19. Lucía, escena y aria final (sobre "Lucía de Lammermoor" de Donizeti)
20. El postillón de la Rioja (sobre "El Postillón de la Rioja" de Oudrid)

Segunda serie (1892)
1. Boleras
2. Colección de Tangos
3. Tanda de valses
4. Andante
5. El paño o sea el Punto de La Habana
6. Rondó
7. Los panaderos
8. La rubia de los Lunares, habanera (versión 1 guitarra, arreglo de "La rubia de los Lunares" de Iradier)
9. El Trovador, aria y miserere (sobre "El Trovador" de Verdi)
10. La batalla, capricho descriptivo
11. Gaetana, mazurka (arreglo "Gaetana" de Keterer)
12. El beso, vals (Il bacio) (arreglo de "Il bacio" de Arditi)
13. Marcha fúnebre de Thalberg (arreglo de la "Marcha fúnebre" de Thalberg)
14. Jota aragonesa
15. Andante y estudio de Prudent (arreglo de "Andante y estudio" de Prudent)
16. Fausto, fantasía
17. Polonesa
18. Minueto en Mi menor
19. Minueto en sol
20. Guayabito, tango
21. La favorita, fantasía (sobre "La Favorita" de Donizetti)
22. Norma, sinfonía (arreglo de "Norma" de Bellini)
23. Marta, sinfonía (arreglo de "Marta" de Flotow)
24. La incógnita, fantasía

Añadidas más tarde, en esta misma edición (1893) 
1. La rubia de los lunares (versión para dos guitarras, arreglo de "La rubia de los lunares" de Iradier)
2. Ballo in Maschera, fantasía para una guitarra (obra compuesta por Manuel Arcas)
3. Rigoletto, Fantasía para dos guitarras (sobre "Rigoletto" de Verdi. Compuesta por Julián y Manuel Arcas)

#### Dos obras no mencionadas por Arcas en su catálogo
1. El fagot, vals
2. Sueño de Rosellen

#### Obra inédita publicada en la edición de Melchor Rodríguez (1993)
1. Soleares (para dos guitarras)

#### Obra inédita de la Colección Palatín (2012)[8]
1. Jota
2. Pot-purri Malagueño
3. Panaderos
4. Jaleo por punto de Fandango

## Julián Arcas y el flamenco
A Julián Arcas se le ha considerado, con criterio dispar, desde músico nacionalista con raíz en la música popular andaluza a padre de la guitarra flamenca.

No solamente se le relaciona con este arte gracias a algunas de sus composiciones de corte flamenco, sino que además tuvo relación con artistas del flamenco. Trabó amistad con el tocaor Rafael Barroso; su profesor José Asencio publicó un libro de obras populares y flamencas, influyendo probablemente en Arcas hacia este arte; el tocaor Paco el Barbero interpretó en conciertos obras de Arcas tras su muerte, habiendo antes entablado una relación profesional; algunas de las obras compuestas por Arcas se incorporaron al repertorio de algunos tocaores flamencos: José Otero escribió 40 años después de su muerte:
"Los tocaores actuales, cuando ejecutan alguna composición en la guitarra, para que los escuchen, dicen: Seguidillas gitanas de Arcas; Malagueñas, javeras o granadinas de Arcas, y casi todos los toques y falsetas flamencas llevan el sello de Arcas". 
Si bien no se le puede considerar estrictamente un tocaor, sí enriqueció enormemente la guitarra jonda con técnicas propias de la guitarra clásica como el arpegio, los trémolos o los ligados. Sigue vigente aún hoy una de sus piezas flamencas más importantes, conocida como Soleá de Arcas.

## Julián Arcas, "popular virtuoso"
De la dificultad interpretativa de las técnicas empleadas en sus obras (trémolo, arpegios, escalas veloces, armónicos, acordes repetidos...) y de las reseñas que poseemos de los conciertos de Arcas (que lo califican como un guitarrista con un dominio absoluto del instrumento y con extraordinarias capacidades técnicas, capacidades que facilitan una gran expresividad y sensibilidad), se le puede incluir dentro del término virtuosismo.
Algunas de las críticas favorables que hizo la prensa sobre el almeriense son las que siguen:
La Paz de Murcia, 30 de junio de 1866: 
"Según teníamos anunciado, anoche dio su concierto el acreditado guitarrista Sr. Arcas; y el resultado correspondió, como debía suceder, a la merecida fama de que goza. En las diferentes piezas que tocó hizo gala del dominio que en todos sentidos ejerce sobre el instrumento. Escalas veloces ejecutadas con singular limpieza y valentía, trémolo, arrastres, armónicos, imitación de otros instrumentos y voz humana; a todos los recursos, en fin, de que es susceptible la guitarra apeló este distinguido artista para conmover a los oyentes; no prodigados de una manera caprichosa, sino aplicados con oportunidad suma. Por último no cupimos qué admirar más en él, si el buen gusto y gracia con que ejecutó la jota aragonesa y rondeña, la conmovedora expresión de su fantasía sobre motivos del “Trovador”, o la brillantez con que tocó la sinfonía de la “Semiramis”. El público entusiasmado acogió como debía al artista prodigándole los aplausos, y haciéndole salir reiteradas veces al palco escénico. Nosotros enviamos nuestra felicitación al Sr. Arcas, y deseamos que no sea ésta la última función con que nos favorezca"
The Times, The Brighton Guardian y The Brighton Gazette observaban que:
(...) sus maneras eran casi tan extraordinarias como su forma de tocar: mientras sus dedos se hacían invisibles a causa de la velocidad de su movimiento y el instrumento ora producía sonidos totalmente fuera de lo normal, ora parecía cobrar vida con apasionadas emociones, su cara conservaba la más imperturbable gravedad y daba la impresión de que estaba tejiendo algún tipo de red más que urdiendo una textura de música elocuente.
Antonio Fargas y Soler dijo de Arcas: 
(...) Julián Arcas debe considerarse un digno sostenedor del arte e instrumento de los Sors y Aguados, por la pureza y dulzura que hace brotar de las cuerdas de la guitarra, que puntea con las yemas de los dedos, que es lo menos común en los guitarristas contemporáneos; por la vibración y expresión que da a las notas que pueden competir con la de la voz humana; por su ejecución limpia y agilidad de ambas manos, la igualdad de los sonidos de suyo claros y sonoros y por su correcta y esmerada escuela.
Estas reseñas atestiguan lo importante y popular que fue el guitarrista en su tiempo (al menos para los receptores de los medios en que se publicaban, es decir, el público burgués), hecho que se veía alcanzado no solo por sus deslumbrantes capacidades técnicas al servicio de una musicalidad exquisita (tal y como se comprendía el virtuosismo a mediados del siglo XIX) sino también por el repertorio que elegía: no solo incluía sus fantasías sobre temas de moda por aquel entonces, sino que además tocaba otras piezas relacionadas con el flamenco o con el folklore... Quizás fue esto lo que le propició cierto olvido de "guitarristas académicos" posteriores, que vieron sus composiciones como un repertorio menor.

## Julián Arcas, eslabón entre pasado y futuro
Además de desarrollar su faceta de compositor y concertista profesional, Julián Arcas fue maestro de numerosos concertistas como Juan Parga Bahamonde, Juan Pernas, Román y Manuel García Martínez, Luis Soria Iribarne, Carlos García Tolsa y José de Cobo. Además probablemente ejerció de profesor en el Conservatorio de Madrid.

Muchos hablan de Arcas como el eslabón entre dos grandes generaciones de guitarristas (la de Sor y Aguado y la de Tárrega), sin embargo no se puede asegurar que Arcas fuese profesor de Tárrega en algún momento. Posiblemente la influencia de Arcas en Tárrega fue importante, si no como maestro, sí como una figura a imitar (debido a la gran fama e importancia da Arcas). Decía Pujol, alumno de Tárrega, al respecto: 
"Tárrega, que solo contaba con la obra de Arcas como eslabón entre el pasado y su tiempo, tuvo que forjar su técnica de acuerdo con su musicalidad y con el sentido artístico que guiaba todos sus afanes"
Por otro lado, Arcas mantuvo una amplia relación profesional con los guitarristas del momento (que existieron, aunque ahora conozcamos poco o nada de ellos, por lo que Arcas no sería el único "eslabón"): Juan Valler Vilche, José Viñas, José Brocá Codina, Antonio Rubira y Vicente Burgarola, de los que obtuvo un profundo reconocimiento profesional.
En febrero de 2022, el conservatorio de Almería  toma oficialmente su nombre en homenaje a tan ilustre almeriense.

## Album
- Duo Imbesi Zangarà, Tocando en Dos  works by Julian Arcas, Francisco Tarrega, Dionisio Aguado, performed by Carmelo Imbesi e Carmen Zangarà, Classical Music 3.0, 2022
- Julián Arcas: Complete Guitar Music, performed by Gabriele Zanetti; 4-CD-set (Brilliant Classics 95639, 2020).